# Corticeira-da-Serra
A Corticeira-da-serra (Erythrina falcata), também chamada de Sanandu, Bico-de-papagaio, Sananduva, Mulungu, Flor-de-coral e Suinã é uma espécie arbórea nativa do Brasil, apresenta elevado potencial de uso ornamental e na recuperação de áreas de preservação permanentes e degradadas. Encontrada principalmente perto de rios, em regiões serranas e encostas úmidas.

## Árvore em Detalhes
- Folhas
- Copa Florida
- flores